# Шапочка (Брянська область)
Шапочка (рос. Шапочка) — присілок в Унецькому районі Брянської області Російської Федерації.
Населення становить 48 осіб. Входить до складу муніципального утворення Березинське сільське поселення.

## Історія
Населений пункт розташований на території українського етнічного та культурного краю Стародубщина.
Від 2005 року входить до складу муніципального утворення Березинське сільське поселення.

## Населення
| 2005 | 2010 | 2013 |
| ---- | ---- | ---- |
| 90   | ↘53  | ↘48  |